# Caxias (tiểu vùng)
Caxias là một tiểu vùng thuộc bang Maranhão, Brasil. Tiều vùng này có diện tích 15330 km², dân số năm 2007 là 347164 người.